# 249

## Decese
- Filip Arabul, împărat roman (n.c. 198)